# Mr. Smith Goes to Washington
Mr. Smith Goes to Washington (en España y en Argentina, Caballero sin espada; en el resto de Hispanoamérica, El señor Smith va a Washington) es una película de comedia dramática de 1939, dirigida por Frank Capra y protagonizada por Jean Arthur, James Stewart y Claude Rains como actores principales. Trata sobre la política de los Estados Unidos. 
Fue candidata a 11 categorías de los Oscars, y ganó la de mejor guion adaptado. En 1989, la película fue considerada «cultural, histórica y estéticamente significativa» por la Biblioteca del Congreso de Estados Unidos y seleccionada para su preservación en el National Film Registry.

## Argumento

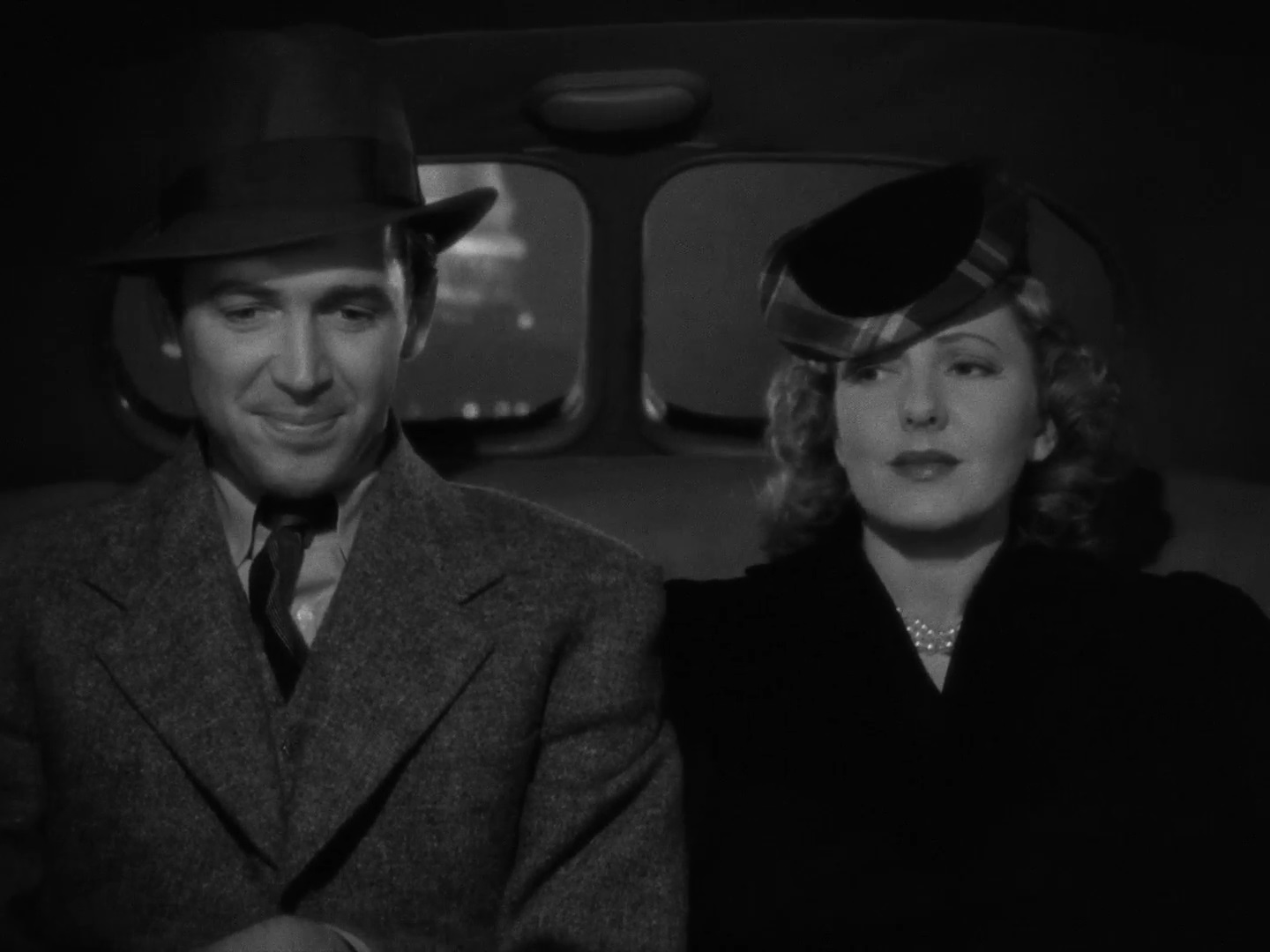
Fotograma del tráiler de la película: James Stewart y Jean Arthur.

Jefferson Smith (James Stewart), un joven ingenuo e idealista, que parece fácilmente manipulable, es nombrado senador. Ignora que en Washington tendrá que vérselas con políticos y empresarios sin escrúpulos que le harán perder la fe. Sin embargo, gracias a una periodista,  (Jean Arthur) que en un primer momento quiso embaucarlo para una nota sensacionalista, y que termina enamorándose de Jefferson, protagoniza en el Senado una espectacular y maratoniana intervención en la que, además de defender apasionadamente la democracia, pone en evidencia una importante trama de corrupción.

## Reparto
- Jean Arthur - Clarissa Saunders
- James Stewart - Jefferson Smith
- Claude Rains - Senador Joseph Harrison "Joe" Paine
- Edward Arnold - Jim Taylor
- Guy Kibbee - Gobernador Hubert "Happy" Hopper
- Thomas Mitchell - "Diz" Moore
- Eugene Pallette - Chick McGann
- Beulah Bondi - Señora Smith
- H. B. Warner - Líder del partido mayoritario en el senado.
- Harry Carey - Presidente del senado.
- Astrid Allwyn - Susan Paine
- Ruth Donnelly - Señora Hopper
- Grant Mitchell - Senador MacPherson
- Porter Hall - Senador Monroe
- Pierre Watkin - Líder del partido minoritario en el senado
- Charles Lane - "Nosey"
- William Demarest - Bill Griffith
- Dick Elliott - Carl Cook
- "The Hopper Boys"
  - Billy Watson
  - Delmar Watson
  - John Russell
  - Harry Watson
  - Gary Watson
  - Baby Dumpling
  - Larry Simms
- H. V. Kaltenborn - él mismo

## Premios y candidaturas
Premios Óscar
| Categoría                 | Candidatura                     | Resultado | Ganador                                                   |
| ------------------------- | ------------------------------- | --------- | --------------------------------------------------------- |
| Mejor película            | Columbia Pictures (Frank Capra) | Nominada  | David O. Selznick - Lo que el viento se llevó             |
| Mejor director            | Frank Capra                     | Nominado  | Victor Fleming - Lo que el viento se llevó                |
| Mejor actor               | James Stewart                   | Nominado  | Robert Donat - Adiós, Mr. Chips                           |
| Mejor guion adaptado      | Sidney Buchman                  | Nominado  | Sidney Howard - Lo que el viento se llevó                 |
| Mejor argumento           | Lewis R. Foster                 | Ganador   |                                                           |
| Mejor Actor de reparto    | Harry Carey                     | Nominado  | Thomas Mitchell - La diligencia                           |
| Mejor Actor de reparto    | Claude Rains                    | Nominado  | Thomas Mitchell - La diligencia                           |
| Mejor dirección artística | Lionel Banks                    | Nominado  | Lyle R. Wheeler - Lo que el viento se llevó               |
| Mejor montaje             | Gene Havlick y Al Clark         | Nominado  | Hal C. Kern y James E. Mewcom - Lo que el viento se llevó |
| Mejor banda sonora        | Dimitri Tiomkin                 | Nominado  | Herbert Stothart - El mago de Oz                          |
| Mejor sonido              | John P. Livadary                | Nominado  | Bernard B. Brown - When Tomorrow Comes                    |

National Board of Review
| Año  | Reconocimiento                | Resultado |
| ---- | ----------------------------- | --------- |
| 1939 | Diez películas más destacadas | Incluida  |